# Allwinner A2X

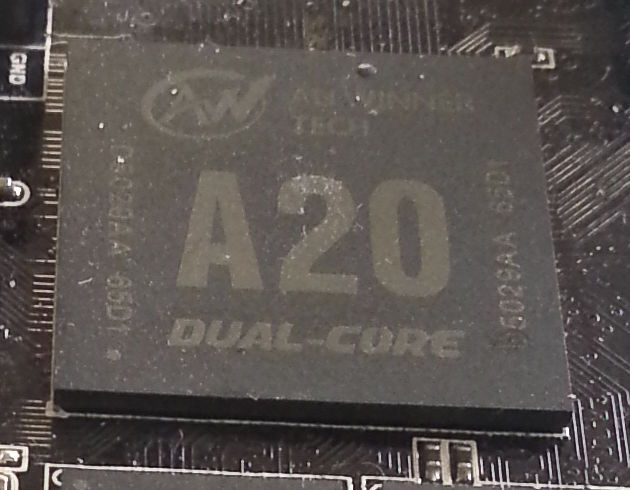
SoC AllWinner A20 dans une Cubieboard2

Le AllWinner A20 est un SoC d'architecture ARM produit par la société chinoise AllWinner Technology à Zhuhai, dans la province du Guangdong, équipé de deux cœurs ARM Cortex-A7 MPCore et de deux cœurs graphiques ARM Mali-400 MP.
Il est avec le AllWinner A31, plus puissant, équipé de quatre cœurs Cortex-A7 MPCore, la seconde génération de SoC basé sur un processeur Cortex d'ARM. La première génération était le AllWinner A1X, équipé d'un simple Cortex-A8
En septembre 2013, AllWinner annonce le AllWinner A23, disponible pour octobre de la même année. Il s'agit d'une modification du A20 avec une fréquence maximum plus élevée (1,5 GHz), et probablement une réduction des fonctions, destiné au marché des téléphones mobiles.

## Caractéristiques techniques
Comme la première génération, ce processeur est équipé d'un processeur vidéo CedarX créé par AllWinner, permettant le décodage de vidéo en 2160p, également appelé 4K. Ce processeur vidéo est supporté par le pilote libre Cedrus.
Il gère des mémoires de type DDR2, DDR3 et DDR3L
Il possède un processeur d'affichage, capable de gérer 4 calques, jusqu'à 8192 × 8192 pixels, avec la possibilité de zoom, alpha blending/color key/gamma/harware cursor/sprite.

## Support logiciel
Il existe une version modifiée du Noyau Linux pour ce SoC, le support dans les sources principales de Linux devraient arriver avec Linux 3.12.
Ce SoC est compatible avec le système d'exploitation de Google Android en version 4.2 et supérieur et avec certaines versions d'Ubuntu.

## Intégration
Les nano-ordinateurs sous forme de cartes mères en licence matériel libre, Cubieboard2 et Cubietruck, du projet Cubieboard, ainsi que la carte, également en matériel libre, A20-OLinuXino micro, sont équipés de ce SoC.
Les cartes Banana Pi M1, le Banana Pi M1+, le Banana Pi R1, le Banana Pro, l'Orange Pi  l'utilisent également.
The C64 mini de la société Retro Games, est un émulateur reproduisant la forme du Commodore 64 en modèle réduit et utilise l'Allwinner A20 comme microprocesseur,.
Le PC-sur-une-clé Reko QT800 est également équipé de ce SoC.
Parmi les tablettes on peut citer :
- 7" : Ampe A78, Gooweel A20X, GD IPPO M7, Sanei N78, A70X
- 8" : Q88 pro, GM80X
- 9" : GT90X
- 9,7" : Lymoc LY9020
- 10,1" : Flytouch 10, MID-103, SF-K1001

Différents appareils dont la fonction principale est la diffusion de vidéo (SetTopBox) utilisent le AllWinner A20, comme les Mele (M5, A100 et A100G), Mini MK805II, MK808C, EU3000(HD2), GV-11D, Kimdecent T3D,